# Цикламен коський (срібна монета)
«Цикламе́н ко́ський» — срібна пам'ятна монета номіналом десять гривень, випущена Національним банком України. Присвячена виду багаторічної реліктової рослини що зникає — Цикламену коському (Кузнецова). Ця ніжна бузково-рожева квітка з круглими, як у латаття, листками занесена до Червоної книги України.
Монету введено в обіг 30 вересня 2014 року. Вона належить до серії «Флора і фауна».
28 травня 2015 року монету визнано переможцем у номінації «Найкраще художнє рішення» щорічного конкурсу «Краща монета року України» серед монет, які офіційно введені в обіг Національним банком України з 01 січня до 31 грудня 2014 року.

## Опис монети та характеристики
| Номінал грн. | Метал            | Маса, грам   | Діаметр, мм. | Якість виготовлення       | Гурт                           | Тираж, штук |
| ------------ | ---------------- | ------------ | ------------ | ------------------------- | ------------------------------ | ----------- |
| 10           | срібло 925 проби | 31,1 / 33,62 | 38,61        | спеціальний анциркулейтед | гладкий із заглибленим написом | 3 000       |

### Аверс
На аверсі монети в обрамленні вінка, утвореного із зображень окремих видів флори і фауни, розміщено малий Державний Герб України та написи — Н"АЦІОНАЛЬНИЙ/БАНК/УКРАЇНИ/10/ГРИВЕНЬ/2014".

### Реверс
На реверсі монети зображено Цикламен коський (Кузнецова) та розміщено написи: «ЦИКЛАМЕН КОСЬКИЙ (КУЗНЕЦОВА)» (угорі), «CYCLAMEN COUM MILL. S. L.» (униз).

## Автори

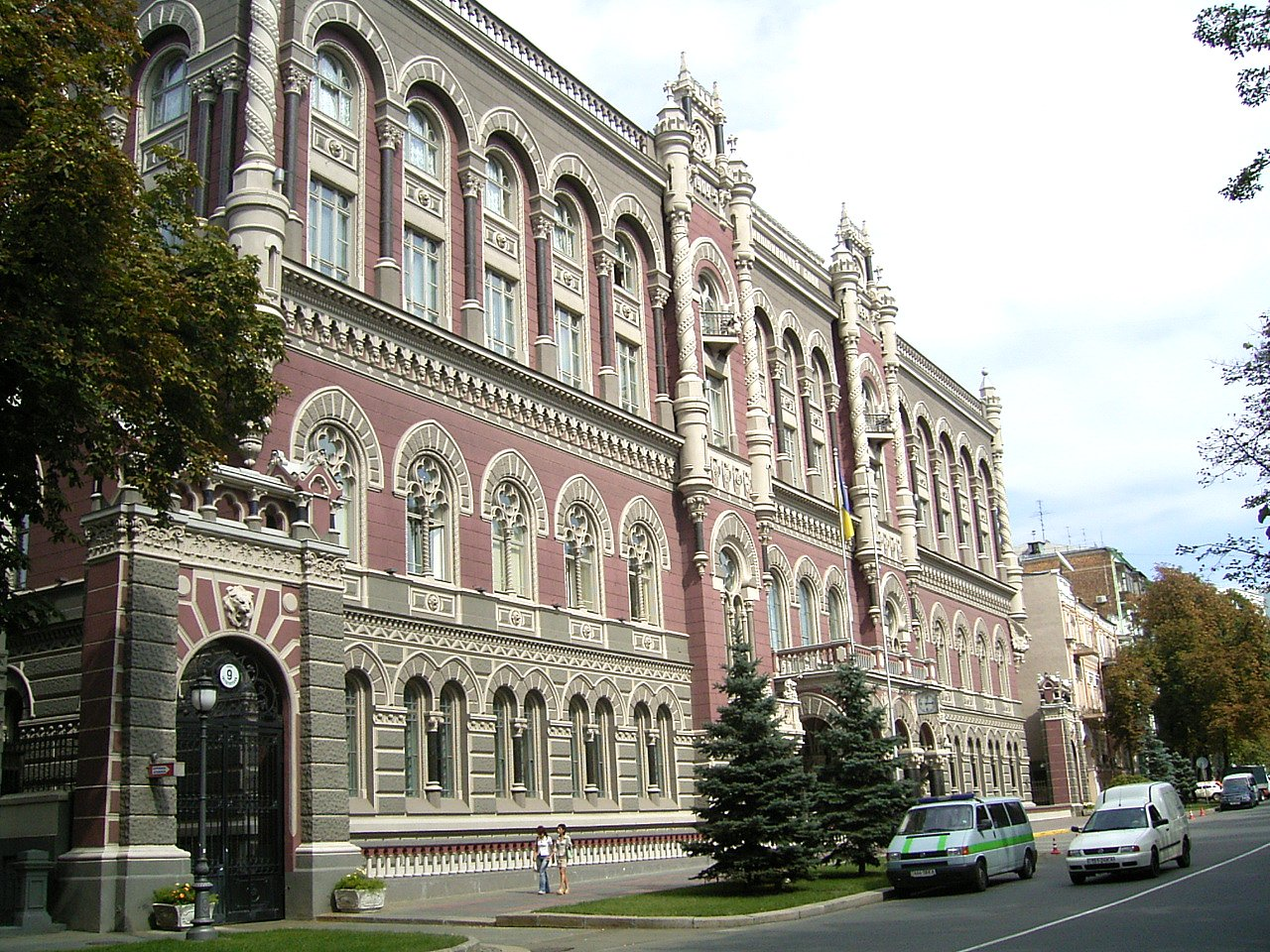
Будівля Національного банку України

- Художник — Дем'яненко Володимир.
- Скульптор — Дем'яненко Володимир.

## Вартість монети
Під час введення монети в обіг 2014 року, Національний банк України реалізовував монету через свої філії за ціною 618 гривень.
Фактична приблизна вартість монети з роками змінювалася так:
| Рік        | 2015 | 2016 | 2017 | 2018 | 2019 | 2020 | 2021  | 2022  | 2023  | 2024  | 2025  |
| ---------- | ---- | ---- | ---- | ---- | ---- | ---- | ----- | ----- | ----- | ----- | ----- |
| Ціна, грн. | 780  | 880  | 940  | 940  | 930  | 950  | 1 230 | 2 000 | 2 950 | 5 400 | 5 300 |